# Боуз, Джон, 9-й граф Стратмор и Кингхорн
Джон Боуз, 9-й граф Стратмор и Кингхорн, урожденный Джон Лайон (англ. John Bowes, 9th Earl of Strathmore and Kinghorne; 17 июля 1737 — 7 марта 1776) — шотландский дворянин и пэр. Предок короля Великобритании Карла III.

## Биография

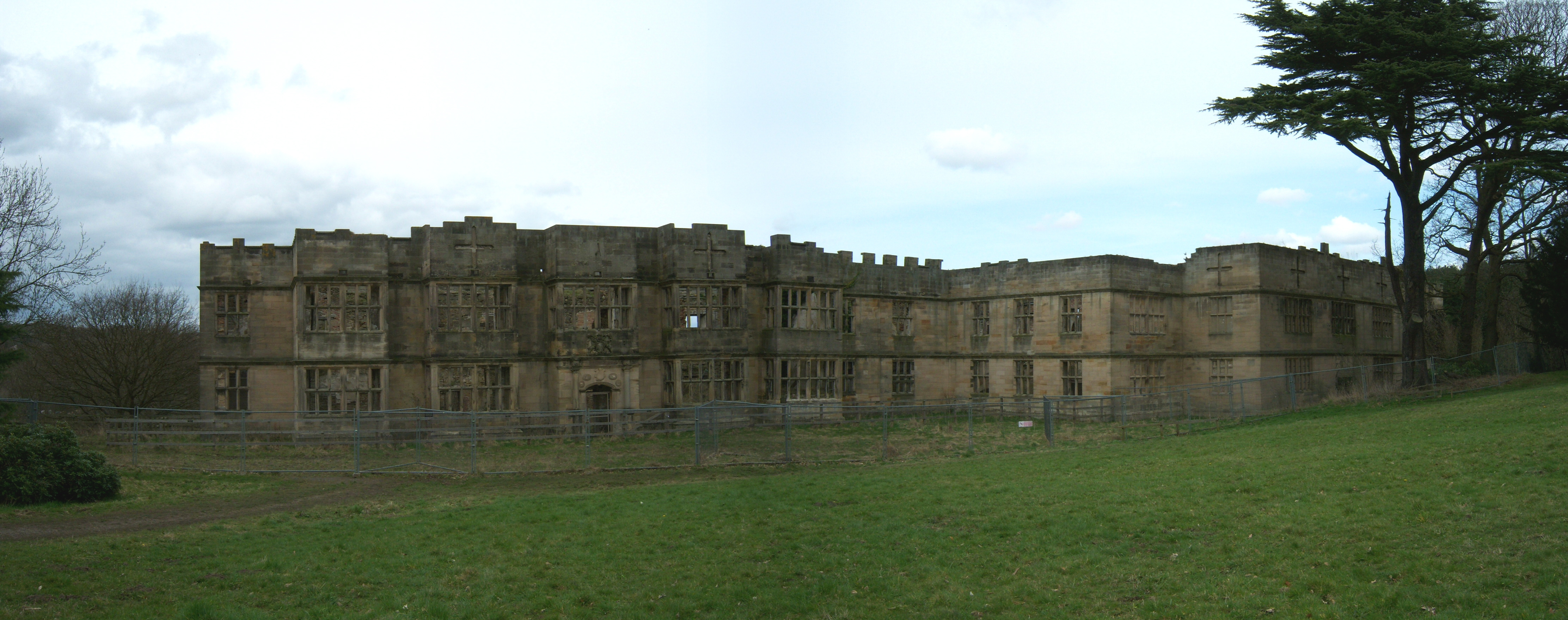
Гибсайд-Холл, графство Дарем

Родился 17 июля 1737 года в Дареме (графство Дарем, Англия). Старший сын Томаса Лайона, 8-го графа Стратмора и Кингхорна (1704—1753), и его жены Джин Николсон (1713—1778). Он получил образование в Пембрук-колледже Кембриджского университета. В 1767 году его имя было официально изменено на Джон Боуз Актом парламента.
18 января 1753 года после смерти своего отца Джон Боуз наследовал титулы 9-го графа Стратмора и Кингхорна (Пэрство Шотландии), 16-го лорда Глэмиса (Пэрство Шотландии) и 9-го лорда Лайона и Глэмиса (Пэрство Шотландии).
В 1760 году он отправился в гран-тур по Европе, в течение первых нескольких месяцев его сопровождал его однокурсник Томас Питт, позже барон Кэмелфорд. С марта 1761 года и до возвращения в Англию в июне 1763 года у него был роман с Костанцей Скотти, графиней Санвитале.
В 1767—1776 года — шотландский пэр-представитель в Палате лордов Великобритании.
7 марта 1776 года лорд Стратмор умер от туберкулеза во время плавания в Португалию, и ему наследовали его старший сын Джон.

## Семья

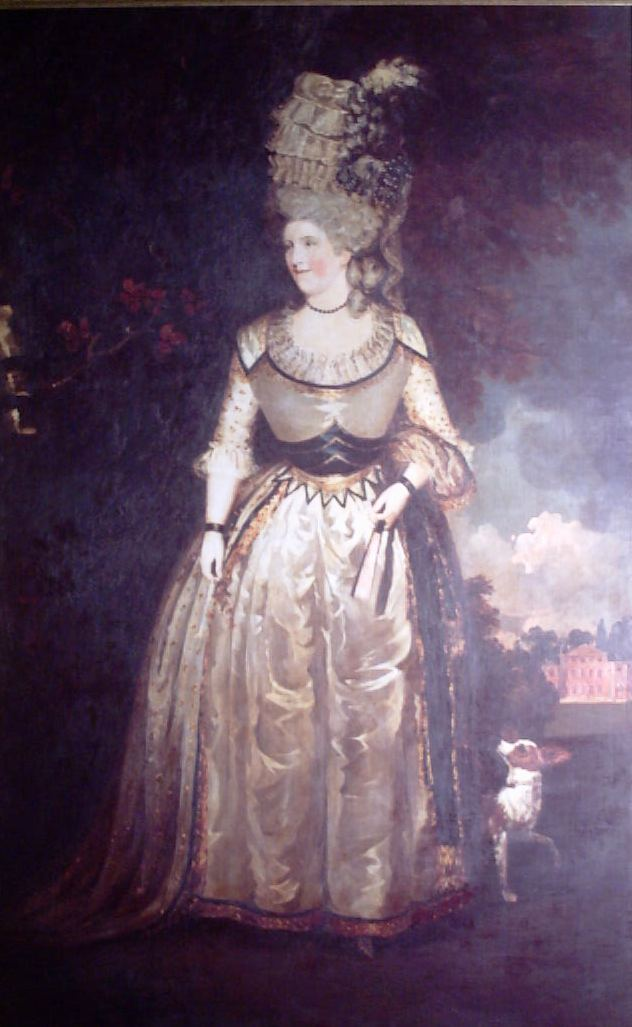
Мэри Элеонора Боуз (1749—1800), супруга 9-го графа Стратмора и Кингхорна

24 февраля 1767 года в церкви Святого Георгия на Ганновер-сквер он женился на наследнице Мэри Элеоноре Боуз (24 февраля 1749 — 28 апреля 1800), дочери богатого бизнесмена и политика, сэра Джорджа Боуза (1701—1760), и его второй жены, Мэри Гилберт из Сент-Полс-Уолден. Мэри Боуз уже владела поместьями своего покойного отца, такими как Гибсайд. Согласно положениям завещания отца невесты, он принял фамилию своей жены Боуз, что было довольно распространенным решением среди имущих классов, требовавшим принятия парламентского акта.
У супругов было пятеро детей:
- Леди Мэри Джейн Лайон (21 апреля 1768 — 22 апреля 1806)[1], в 1789 году она вышла замуж за Баррингтона Прайса, полковника британской армии
- Джон Лайон-Боуз, 10-й граф Стратмор и Кингхорн (14 апреля 1769 — 3 июля 1820)[1], старший сын и преемник отца
- Леди Энн Мэри Лайон (3 июня 1770 — 29 марта 1832)[1], она вышла замуж за Генри Джеймса Джессапа[3].
- Достопочтенный Джордж Боуз-Лайон (17 ноября 1771 — 26 декабря 1806)[1], он женился на Мэри Торнхилл.
- Томас Боуз-Лайон, 11-й граф Стратмор и Кингхорн (3 мая 1773 — 27 августа 1846)[1].